# Chalinolobus neocaledonicus
Chalinolobus neocaledonicus is een vleermuis uit het geslacht Chalinolobus die voorkomt op Nieuw-Caledonië. Deze soort is bekend van negen exemplaren, waarvan er minstens één in een huis werd gevangen. Deze soort is nauw verwant aan de Australische C. gouldii en wordt soms als een ondersoort van die soort gezien. Het holotype, een mannetje, heeft een kop-romplengte van 50,5 mm, een staartlengte van 33,0 mm, een voorarmlengte van 35,3 mm, een tibialengte van 14,3 mm en een oorlengte van 12,0 mm.
Chalinolobus dwyeri · Chalinolobus gouldii · Chalinolobus morio · Chalinolobus neocaledonicus · Chalinolobus nigrogriseus · Chalinolobus picatus · Chalinolobus tuberculatus